# Lyddan Island
Lyddan Island är en ö som ligger i havet utanför Östantarktis. Storbritannien gör anspråk på området.